# Кристиан, Гордон
Го́рдон Ю́джин Кри́стиан (англ. Gordon Eugene Christian; 21 ноября 1927, Уоррод — 2 июня 2017, там же) — американский хоккеист, нападающий. Выступал за сборную США по хоккею с шайбой во второй половине 1950-х годов, серебряный призёр зимних Олимпийских игр в Кортина-д’Ампеццо, участник двух чемпионатов мира.

## Биография
Гордон Кристиан родился 21 ноября 1927 года в Уорроде, штат Миннесота, США. Во время учёбы в Университете Северной Дакоты в Гранд-Форкс в период 1947—1950 годов в течение трёх сезонов представлял местную университетскую хоккейную команду «Файтин Сиу», выступавшую в первом дивизионе Национальной ассоциации студенческого спорта. Стал первым её игроком, сумевшим набрать в сумме более 100 очков.
Окончив университет, некоторое время играл на позиции нападающего в любительском клубе «Хиббинг Флайерз» в Канадской хоккейной лиге.
В 1955 году впервые вошёл в основной состав американской национальной сборной и побывал на чемпионате мира в ФРГ — здесь сборная США выиграла четыре матча из восьми, расположившись в итоговом протоколе соревнований на четвёртой строке.
Наибольшего успеха в своей спортивной карьере Кристиан добился в сезоне 1956 года, когда отправился защищать честь страны на зимних Олимпийских играх в Кортина-д’Ампеццо и привёз оттуда награду серебряного достоинства — американцы взяли верх на всеми соперниками по турнирной сетке, в том числе со счётом 4:1 обыграли канадцев, однако в последнем матче со счётом 0:4 потерпели поражение от сборной СССР и заняли лишь второе место. При этом Кристиан выходил на лёд в шести играх своей команды, забросив в общей сложности пять шайб.
После Олимпиады Гордон Кристиан ещё в течение некоторого времени продолжал играть в хоккей и принимал участие в различных крупных турнирах. Так, в 1958 году он был привлечён в главную хоккейную команду США для участия в чемпионате мира в Норвегии — на сей раз американская сборная заняла итоговое пятое место.
Его младшие братья Билл и Роджер также стали успешными хоккеистами, оба — олимпийские чемпионы 1960 года. Племянник Дейв Кристиан — олимпийский чемпион 1980 года. По завершении спортивной карьеры они занимались семейным бизнесом, основав общую компанию по производству клюшек Christian Brothers Stick Co.
Умер 2 июня 2017 года в Уорроде в возрасте 89 лет.